# Guo Pu
Pour les articles homonymes, voir Guo (patronyme).
Dans ce nom, le nom de famille, Guo, précède le nom personnel.
Guo Pu (chinois : 郭璞 ; pinyin : Guō Pú), né en 276, dans ce qui correspond à l'actuelle Yuncheng, dans la province du Shanxi, mort en 324, est un écrivain et philologue chinois.
Guo Pu a été en son temps connu comme devin, spécialiste de la théorie du yin et du yang et il est l'inventeur de la géomancie (fengshui). À la fin de la dynastie des Jin occidentaux, il part s'installer dans le Sud pour fuir l'avance des envahisseurs au Nord. Il meurt assassiné lorsqu'il tente de dissuader le général Wang Dun (en) d'entrer en rébellion.
Son œuvre poétique la plus connue est le Youxian shi (zh) (游仙诗, yóuxiān shī, « poème des immortels en promenade »), une série de poèmes d'inspiration taoïste. Son Fu sur le fleuve Bleu (Jiang fu) décrit dans une optique encyclopédique la faune et la flore de la région. De ses commentaires, il subsiste ceux sur le Erya et le Shanhai jing, qui font toujours référence.